# Liste der denkmalgeschützten Objekte in Friesach-St. Salvator
Die Liste der denkmalgeschützten Objekte in Friesach-St. Salvator enthält jene 11 denkmalgeschützten, unbeweglichen Objekte der der Stadt Friesach, die auf dem Gebiet der Katastralgemeinde St. Salvator liegen. Diese Liste schließt daher neben St. Salvator unter anderem die Ortschaften Ingolsthal, Mayerhofen, St. Stefan, Staudachhof und Zienitzen ein.

## Denkmäler
| Foto |                 | Denkmal                                                                           | Standort                                          | Beschreibung | Metadaten |
| ---- | --------------- | --------------------------------------------------------------------------------- | ------------------------------------------------- | --- | --- |
| ja   | Datei hochladen | Kath. Pfarrkirche Christus Salvator und Friedhof HERIS-ID: 54812 Objekt-ID: 63220 | Fürst-Salm-Straße Standort KG: St. Salvator       | Die Kirche ist ein spätgotischer Bau, mit Malereien in Chor und Seitenkapelle. Bemerkenswert ist die prächtige spätbarocke Ausstattung: Hochaltar, zwei Seitenaltäre (alle von Johann Pacher), Kanzel, Kreuzigungsgruppe. | BDA-Hist.: Q2083160 Status: § 2a Stand der BDA-Liste: 2025-06-30 Name: Kath. Pfarrkirche Christus Salvator und Friedhof GstNr.: .122 Kirche St. Salvator bei Friesach |
| ja   | Datei hochladen | Ehem. Jagdhaus, Kaufmann-Haus HERIS-ID: 35967 Objekt-ID: 34813                    | Fürst-Salm-Straße 6 Standort KG: St. Salvator     | Das zweigeschoßige Biedermeierhaus mit einem Walmdach wurde um 1820 errichtet und war das Jagdhaus des Grafen Salm. Über dem Portal ist das Wappen des Fürstbischofs Salm-Reifferscheidt angebracht. | BDA-Hist.: Q37968091 Status: Bescheid Stand der BDA-Liste: 2025-06-30 Name: Ehem. Jagdhaus, Kaufmann-Haus GstNr.: .127                                                |
| ja   | Datei hochladen | Kath. Pfarrkirche hl. Gotthard und Friedhof HERIS-ID: 53892 Objekt-ID: 61973      | Ingolsthal Standort KG: St. Salvator              | Die Kirche ist ein im Kern romanischer Bau; unter dem Chor ein Beinhaus, an der Langhaussüdwand Christophorusmalerei. Zur Einrichtung gehören ein barocker Hochaltar, zwei Seitenaltäre aus dem 17. Jahrhundert, eine Rokokokanzel und ein spätgotisches Kruzifix.                                                                              | BDA-Hist.: Q2082708 Status: § 2a Stand der BDA-Liste: 2025-06-30 Name: Kath. Pfarrkirche hl. Gotthard und Friedhof GstNr.: .260 Pfarrkirche Ingolsthal                |
| ja   | Datei hochladen | Schloss Mayerhofen HERIS-ID: 35968 Objekt-ID: 34814                               | Mayerhofen 1 Standort KG: St. Salvator            | Das im späten 17. Jahrhundert errichtete Schloss ist ein dreigeschoßiger Bau auf rechteckigem Grundriss, mit josephinischer Fassade. In einigen Räumen des Obergeschoßes sind Stuckaturen aus dem 18. Jahrhundert erhalten. | BDA-Hist.: Q1363215 Status: Bescheid Stand der BDA-Liste: 2025-06-30 Name: Schloss Mayerhofen GstNr.: .14 Schloss Mayerhofen                                          |
| ja   | Datei hochladen | Kalvarienbergkapelle HERIS-ID: 88084 Objekt-ID: 102606                            | St.Stefan Standort KG: St. Salvator               | Die Kapelle mit zweijochigem Langhaus, tonnengewölbter Apsis und Dachreiter wurde 1825 errichtet. Zur Einrichtung zählen ein großer gemalter Rahmen in der Altarnische und barocke Leinwandbilder. | BDA-Hist.: Q37723577 Status: § 2a Stand der BDA-Liste: 2025-06-30 Name: Kalvarienbergkapelle GstNr.: .57 Kalvarienbergkapelle St. Stefan                              |
| ja   | Datei hochladen | Karner hl. Michael HERIS-ID: 57689 Objekt-ID: 67955                               | St.Stefan 30 Standort KG: St. Salvator            | Der Karner südlich der Kirche ist ein kleiner spätgotischer Bau von 1522 mit Dreiachtelschluss, Dachreiter und Steinplattldach. Im Inneren ruht ein zweijochiges Netzrippengewölbe auf Konsolen. Das Bild des heiligen Martin in einem reich geschnitzten Rahmen entstand um 1720. Im Kellergeschoß ist ein Beinhaus untergebracht.             | BDA-Hist.: Q38077950 Status: § 2a Stand der BDA-Liste: 2025-06-30 Name: Karner hl. Michael GstNr.: .30 Karner hl. Martin, St. Stefan                                  |
| ja   | Datei hochladen | Kath. Pfarrkirche hl. Stefan und Friedhof HERIS-ID: 54815 Objekt-ID: 63224        | St.Stefan 30 Standort KG: St. Salvator            | Die spätbarocke Kirche mit Vorhallenturm wurde vermutlich auf älterem Mauerwerk errichtet; an der Südseite ein spätgotisches Portal. Die Einrichtung (Altäre, Kanzel, Orgelprospekt) ist einheitlich spätbarock, aus der Werkstatt Johann Pachers.                                                                                              | BDA-Hist.: Q2083171 Status: § 2a Stand der BDA-Liste: 2025-06-30 Name: Kath. Pfarrkirche hl. Stefan und Friedhof GstNr.: .30 Pfarrkirche hl. Stefan, Friesach         |
| ja   | Datei hochladen | Kath. Filialkirche hl. Rupertus HERIS-ID: 57690 Objekt-ID: 67956                  | gegenüber Staudachhof 9 Standort KG: St. Salvator | Die kleine spätromanische Kirche hat eine Vorlaube, ein gotisches Spitzbogenportal, einen Dachreiter und einen rippengewölbten Chor. Die Altäre und der Kanzelkorb stammen aus dem 17. Jahrhundert. | BDA-Hist.: Q1413272 Status: § 2a Stand der BDA-Liste: 2025-06-30 Name: Kath. Filialkirche hl. Rupertus GstNr.: .217 Saint Rupert Church (Staudachhof)                 |
| ja   | Datei hochladen | Schloss Staudachhof, Gut Weilern HERIS-ID: 88547 Objekt-ID: 103122                | Staudachhof 9, 10 Standort KG: St. Salvator       | Die Herren von Weilern sind seit 1136 nachweisbar, die von Staudach seit 1315. Das Schloss aus der zweiten Hälfte des 16. Jahrhunderts ist ein dreigeschoßiger Bau über einem rechteckigen Grundriss mit zwei in der Diagonale liegenden vorspringenden Ecktürmen.                                                                              | BDA-Hist.: Q15616553 Status: Bescheid Stand der BDA-Liste: 2025-06-30 Name: Schloss Staudachhof, Gut Weilern GstNr.: .221 Staudachhof Castle                          |
| ja   | Datei hochladen | Kath. Pfarrkirche hl. Georg und Friedhof HERIS-ID: 55226 Objekt-ID: 63795         | gegenüber Zienitzen 23 Standort KG: St. Salvator  | Die Kirche ist ein gotischer Bau mit vorgestelltem Westturm und barockem Sakristeianbau. Unter dem Chor ist eine Beinkammer. Am Chorschlussfenster Glasmalereien des 14. Jahrhunderts, an der Chornordwand Reste von Wandmalereien des 15. Jahrhunderts. Das Altarblatt des mit Opfergangsportalen geschmückten Hochaltars zeigt den hl. Georg. | BDA-Hist.: Q1646447 Status: § 2a Stand der BDA-Liste: 2025-06-30 Name: Kath. Pfarrkirche hl. Georg und Friedhof GstNr.: .381 Pfarrkirche Zienitzen                    |
| ja   | Datei hochladen | Pfarrhof HERIS-ID: 55227 Objekt-ID: 63796                                         | Zienitzen 23 Standort KG: St. Salvator            | Der Pfarrhof ist ein zweigeschoßiger Bau mit einem hohen Walmdach. | BDA-Hist.: Q38064161 Status: § 2a Stand der BDA-Liste: 2025-06-30 Name: Pfarrhof GstNr.: 4943/2 Rectory Zienitzen                                                     |